# Prolativ
Der Prolativ (auch Vialis) ist ein Adverbialkasus z. B. in finno-ugrischen Sprachen, der einen Weg ausdrückt, auf dem etwas sich bewegen oder geschickt werden kann. Außerdem bezeichnet er vor allem im Finnischen auch die Beförderungsart.

## Uralische Sprachen

### Enzisch
Im Enzischen hat der Prolativ unterschiedliche Endungen abhängig vom Dialekt, und zwar -'one oder -on. Hier also einige Beispiele – zuerst die Postposition ohne Ergänzung und danach mit vorangestelltem Substantiv, wenn dies so in der Liste zu finden ist. Sonst erscheint nur das Beispiel mit Substantiv.
- iro'one, ilo'one, iroon „unten entlang“; pe' iroon „unter dem Baum entlang“
- kio'one, kod'e'one, keon „die Seite entlang, nahebei“; moga' keon „am Wald entlang“
- moga' ḿion „durch den Wald“, mōga meon „durch den Wald, den Wald entlang“

### Finnisch
Im Finnischen hat der Prolativ die Endung -tse. Die Endung wird sowohl im Plural als auch im Singular verwendet. z. B. postitse = „per Post“. Singularformen werden selten gebraucht.

## Eskimo-aleutische Sprachen
Der Vialis ist die Entsprechung des Prolativs in eskimo-aleutischen Sprachen.

### Vialis
Im Grönländischen hat der Vialis im Singular die Endung -kkut und im Plural dann die Endung -tigut. Ein Beispiel hierfür ist umiarsuakkut „mit dem Schiff“.

## Isolierte Sprachen

### Baskisch
Auch das Baskische verwendet den Prolativ. Er drückt die Vorstellung von »halten für«, »ansehen als« bzw. »voraussetzen« aus. Gebildet wird er durch das Anhängen des Suffixes -tzat an den Absolutiv.